# Gudipalli, Mulbagal
Gudipalli là một làng thuộc tehsil Mulbagal, huyện Kolar, bang Karnataka, Ấn Độ.